# Armadilloniscus conglobator
Armadilloniscus conglobator là một loài chân đều trong họ Detonidae. Loài này được Taiti & Ferrara miêu tả khoa học năm 1989.